# Rio Haloşul Ciubotaru
O Rio Haloşul Ciubotaru é um rio da Romênia, afluente do Caşin, localizado no distrito de Bacău.